# Gießenbrücke
Gießenbrücke ist heute ein Ortsteil der Gemeinde Kressbronn am Bodensee im baden-württembergischen Bodenseekreis in Deutschland.

## Lage
Gießenbrücke liegt rund dreieinhalb Kilometer nördlich der Kressbronner Ortsmitte an der Brücke über die Argen, zwischen dem zu Kressbronn gehörenden Ortsteil Betznau im Südosten, dem Langenargener Ortsteil Oberdorf im Süden, der Stadt Tettnang im Nordwesten und dem Tettnanger Ortsteil Apflau im Norden.

## Geschichte
Der Weiler, früher auch Zollbrück genannt, verdankt seine Entstehung dem bedeutenden Argenübergang an der Fernstraße Lindau-Ravensburg-Ulm. 1374 ist erstmals eine Brücke erwähnt.
Die Brücke bei Gießen bot bis 1835 die einzige Möglichkeit, die Argen zwischen den südlich gelegenen Ortschaften Langenargen und Gohren, Tunau, Reute oder Schnaidt – heute Kressbronner Ortsteile – zu Fuß zu überqueren.
Der Zoll wurde im 1730 erbauten Zollhaus auf westlicher Seite erhoben.
Bis zum 1. April 1937 stand Gießenbrücke unter der Zuständigkeit der Gemeinde Oberdorf.

## Verkehr

### Brücken

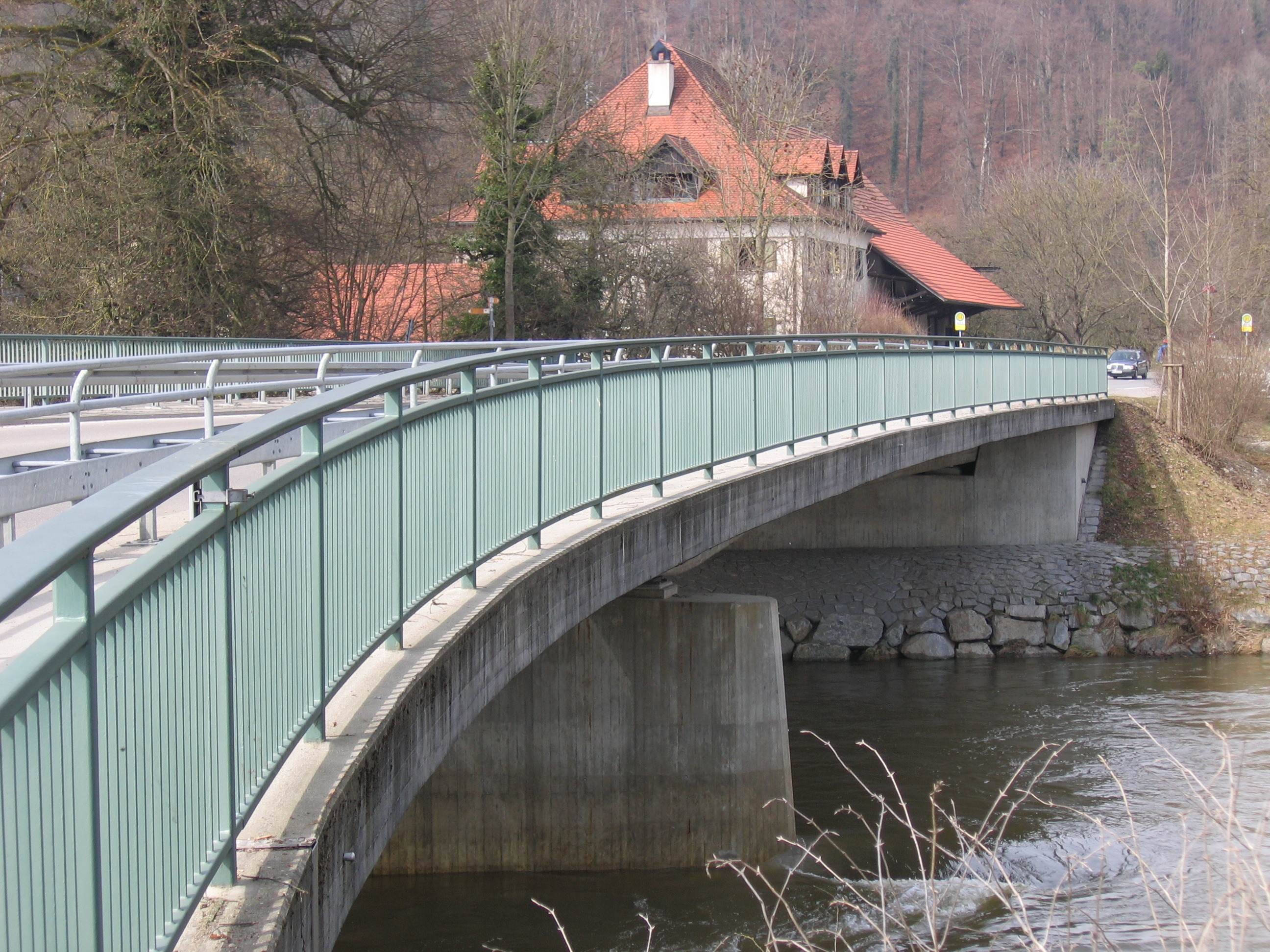
Die „Gießenbrücke“

Eine gedeckte Holzbrücke aus den Jahren 1822/24 ist gegen Ende des Zweiten Weltkriegs gesprengt und durch eine moderne Brücke ersetzt worden.
Die heutige Brücke wurde nach rund 20 Monaten Bauzeit - verzögert durch die beiden Hochwasser im Februar und Mai/Juni 1999 - am 5. August 2000, die Befahrung war schon seit dem 26. Mai möglich, offiziell für den Verkehr freigegeben. Die Baukosten beliefen sich auf 2,4 Millionen D-Mark. Die Bauwerksnummer lautet 8323642. Die Argen wird hier von der Kreisstraße 7709 überquert; die Brücke bildet die Verbindung von Langenargen und Tettnang nach Kressbronn, Laimnau und Langnau.

### Öffentlicher Nahverkehr
Über eine Haltestelle des Bodensee-Oberschwaben Verkehrsverbunds (bodo) ist Gießenbrücke in das Netz des öffentlichen Nahverkehrs eingebunden.

### Wanderwege
Durch Gießenbrücke verläuft unter anderem der östliche, von Brochenzell über Tettnang und durch den Tettnanger Wald herführende Zweig des Oberschwäbischen Jakobwegs, dessen Ziel die St.-Jakobus-Kapelle im bayerischen Nonnenhorn ist.
← Vorhergehender Ort: Tettnang | Gießenbrücke | Nächster Ort: Heiligenhof →

Ulmer Münster |
Ulm |
Grimmelfingen |
Einsingen |
Erbach |
Donaurieden |
Oberdischingen |
Ersingen |
Rißtissen |
Untersulmetingen |
Obersulmetingen |
Schemmerberg |
Äpfingen |
Laupertshausen |
Mettenberg |
Biberach an der Riß |
Reute |
Grodt |
Muttensweiler |
Steinhausen |
Wallfahrtskirche Steinhausen |
Winterstettenstadt |
Bad Waldsee |
Bergatreute |
Weingarten |
Ravensburg |
Brochenzell
Östliche Route:
Meckenbeuren |
Tettnang |
Gießenbrücke |
Heiligenhof |
Atlashofen |
Hüttmannsberg |
Gattnau |
Arensweiler |
Selmnau |
Hattnau |
Nonnenhorn
Westliche Route:
Rammetshofen |
Unterteuringen |
Hepbach |
Leimbach |
Möggenweiler |
Markdorf |
Meersburg |
Bodensee |
Staad |
Konstanz |
Konstanzer Münster

## Sehenswürdigkeiten

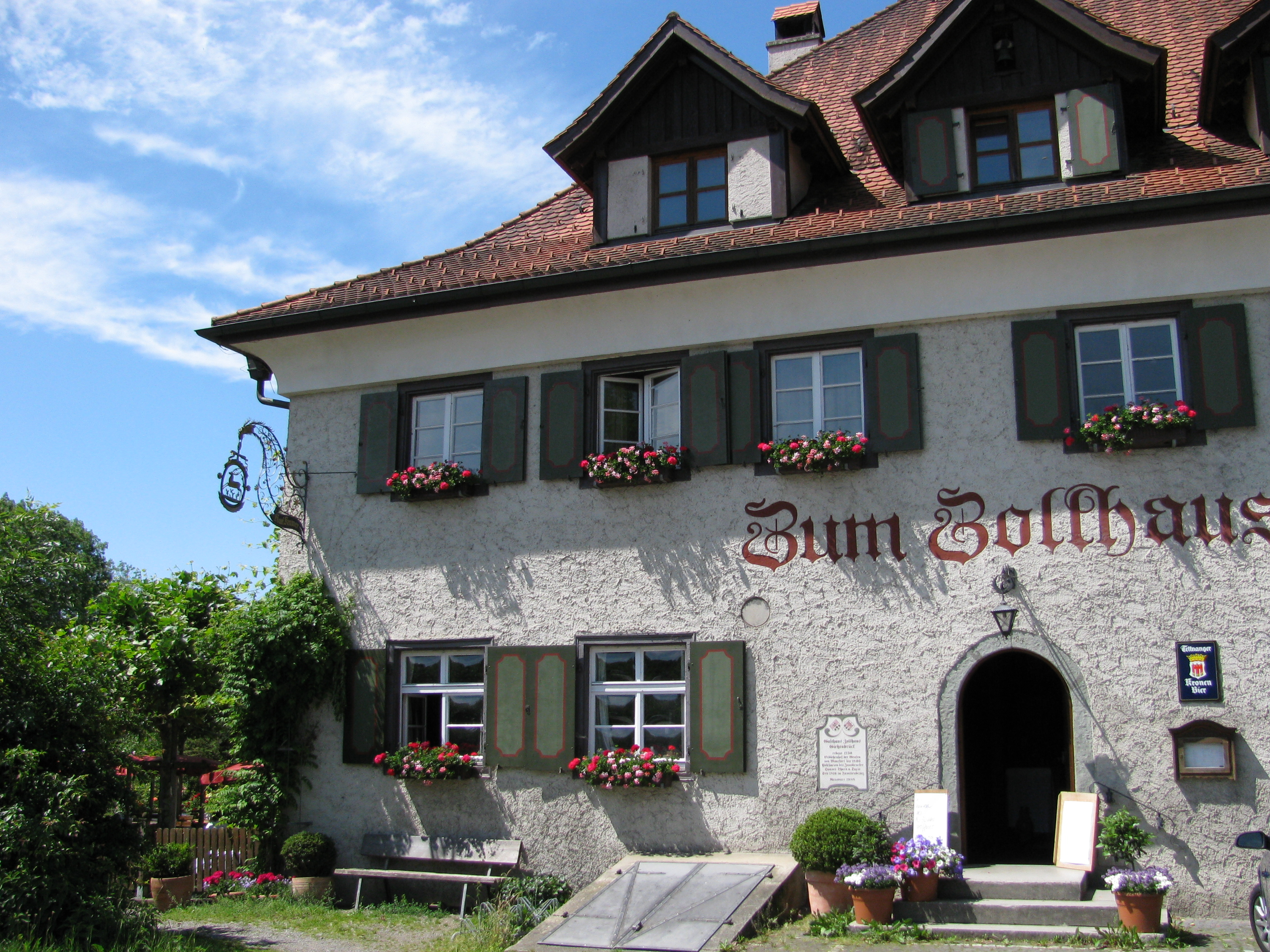
Das „Zollhaus“

In Gießenbrücke steht das heutige Gasthaus „Zum Zollhaus“, ehemals ein Erblehenhof der Grafen von Montfort und später Poststation des Hauses Thurn und Taxis unter Denkmalschutz. Seit 1816 befindet es sich im Besitz der Familie Kramer.

## Pegel

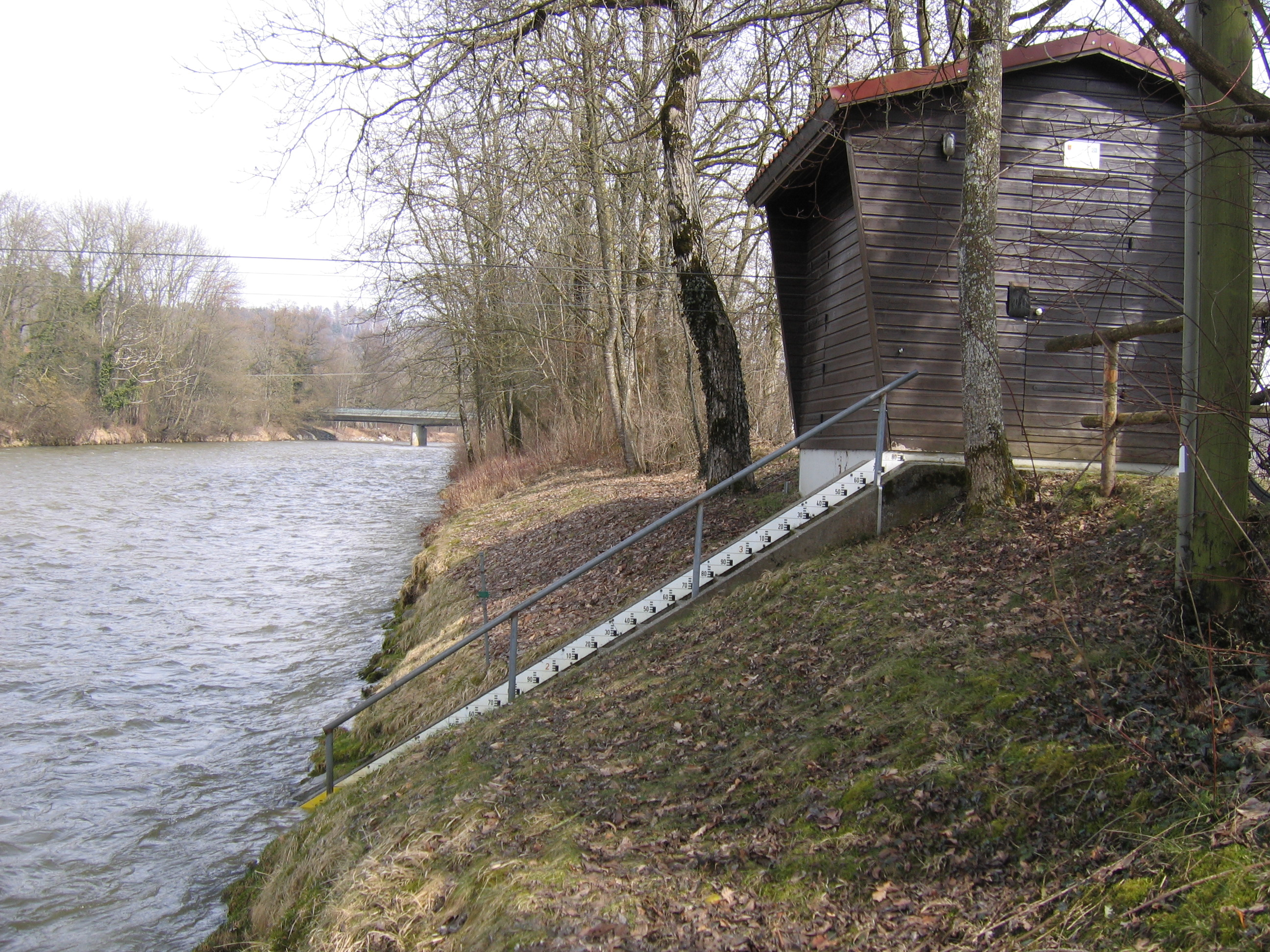
Messstation „Pegel Gießen“

Etwa 200 Meter flussabwärts, auf Kressbronner Seite, befindet sich der Pegel Gießen / Argen der Hochwasser-Vorhersage-Zentrale Baden-Württemberg und der Landesanstalt für Umwelt, Messungen und Naturschutz Baden-Württemberg (LUBW); Betreiber ist das Regierungspräsidium Tübingen. Die Pegelnullpunkthöhe liegt bei 420,13 m ü. NN.

### Statistische Werte
- Mittelwert niedrigster Wasserstand 1980–2003: 0,29 m / 4,87 m³ je Sekunde
- Mittelwert Wasserstand der Jahre 1980–2003: 0,57 m / 20,50 m³ je Sekunde
- Historischer Höchststand, Hochwasser am 22. Mai 1999: 3,58 m

## Schutzgebiete

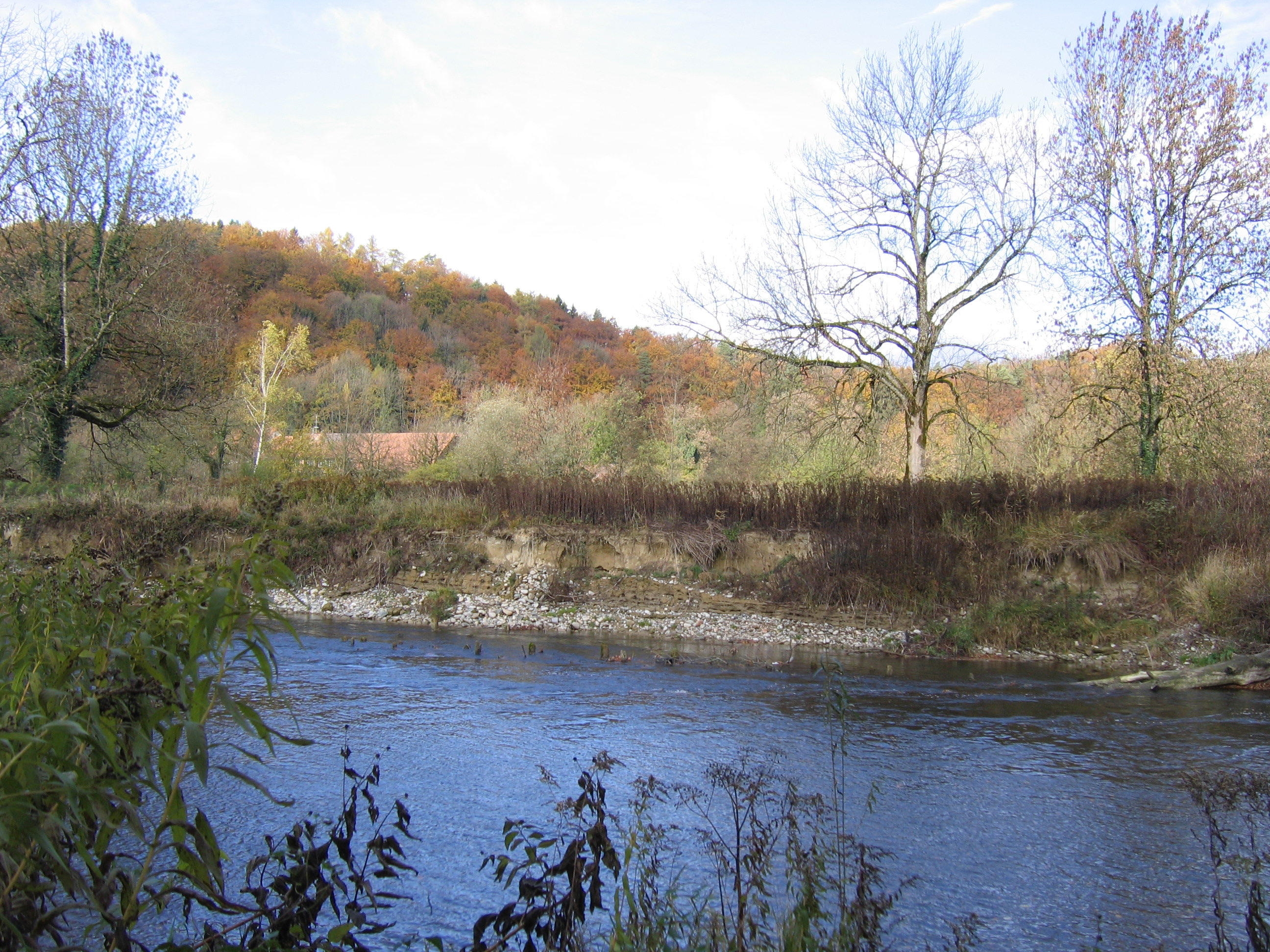
Argen-Steilufer oberhalb Gießenbrücke

Per Verordnung des Regierungspräsidiums Tübingen wurden am 16. Dezember 1997 große Teile entlang der Argen zu einem Naturschutzgebiet und in dem erweiterten Bereich zu einem Landschaftsschutzgebiet erklärt; es trägt die offizielle Bezeichnung „Argen“. Erhalt und Pflege des naturhaften Argentals sind dabei vorrangiger Schutzzweck. Unterhalb Gießenbrücke sind hierfür besonders Flussbett und Uferstreifen, die Hochwasserdämme, Au- und Sumpfwälder, verlandende Tümpel, Moore und Sümpfe, angrenzende Röhrichtbestände, Streu- und Feuchtwiesen mit Schwertlilien- und Orchideenbeständen, seggen- und binsenreiche Nasswiesen, Streuobstwiesen und Reste der Argenmündungsarme zu nennen. Oberhalb des Ortes werden das Flussbett mit seinen vorwiegend kiesigen Uferstreifen und Kiesbänken, die naturnahen Auwälder, eine Auwaldinsel, naturnahe Bruch- und Sumpfwälder, Moore, Sümpfe, Quellbereiche, Tümpel, Riedflächen und Feuchtwiesen, zudem zahlreiche unverfälschte, natürliche oder naturnahe Prall-, Gleit- und Rutschhänge am Talrand mit gleichfalls naturnahen Hangwäldern sowie offene Felsbildungen beschrieben.